# 黒田直基
黒田 直基（くろだ なおもと）は、江戸時代中期の常陸国下館藩の世嗣。官位は従五位下・対馬守。

## 略歴
旗本・滝川元長の長男。母は中山直張の娘。正室は黒田直邦の娘・三千子。子は黒田直純の養女（本多忠栄正室）。
母方の叔父である黒田直邦の婿養子となり、享保元年（1716年）叙任する。しかし、家督を相続することなく享保6年（1721年）に死去した。
代わって、黒田直純が直邦の婿養子となり嫡子の座に就いた。